# Alnémet nyelv
Az alnémet (saját nevén Plattdüütsch, németül Niederdeutsch vagy Plattdeutsch) a germán nyelvek közé tartozik, legközelebbi rokonai a holland és a német. Két nagy nyelvjárása van: a nyugati csoport (az Elbától nyugatra – az egykori NSZK területén) és a keleti csoport (az Elbától keletre – az egykori NDK és Lengyelország területén).
A nyelvet Észak-Németországban (Mecklenburg-Elő-Pomeránia, Brandenburg, Szász-Anhalt, Alsó-Szászország, Schleswig-Holstein, Észak-Rajna-Vesztfália, Hessen, Bréma, Hamburg), valamint elszórtan Lengyelországban, Dániában, az egykori Szovjetunió területén, Szlovákiában, az Amerikai Egyesült Államokban, Kanadában, Dél-Afrikában, Ausztráliában és Dél-Amerikában beszélik. Az alnémetből került ki a ma már hivatalosan önálló nyelvként elismert luxemburgi nyelv és a még dialektusnak tartott erdélyi szász, utóbbi azonban jelentősen eltér a sztenderd némettől és frank-trieri dialektusokhoz, illetve a luxemburgihoz áll legközelebb. Ugyancsak az alnémet nyelv közeli rokona a holland nyelv, ami i. sz. 600 körül önállósult az alnémet nyelvjárásokból és sokan tulajdonképpen az egyetlen önálló irodalommal rendelkező alnémet „nyelvjárásnak” tartják.

## Változatai
- Északi alsószász (Alsó-Szászország, Schleswig-Holstein, Dél-Dánia)
- Vesztfáliai (Észak-Rajna-Vesztfália északi része)
- Osztfáliai (Alsó-Szászország délkeleti vidéke, Szász-Anhalt)
- Kelet-elbai (Mecklenburg-Elő-Pomeránia, Brandenburg, Északnyugat-Lengyelország, a volt königsbergi területek)

## Az ábécé
A betűk: A, Ä, B, C, D, E, F, G, H, I, J, K, L, M, N, O, Ö, P, Q, R, S, (ß), T, U, Ü, V, W, X, Y, Z
A betűk nevei: aa, ä, bee, cee, dee, ee, ef, gee, haa, ie, jot, kaa, el, em, en, oo, öö, pee, kuu, er, es, (scharfe), tee, uu, üü, vau, wee, ex, ypsilon, cet
A c és y csak idegen eredetű szavakban vagy nevekben fordul elő.
Az alnémet nyelvterületen többféle helyesírási rendszert használnak. A német részeken általában a német helyesíráson alapuló SASS rendszert alkalmazzák. Hollandiában többféle, a holland helyesíráson alapuló és többnyire fonetikus írásmódú rendszerek vannak forgalomban.

## Kiejtés

### Magánhangzók
Az magánhangzóknál megkülönböztetünk hosszú és rövid hangokat. Hangsúlyos helyzetben nyílt szótagban, valamint a kettőzött betűvel írt (aa, ää, ee, oo, öö, uu, üü; ie) hangok hosszúak, egyébként rövidek:
- a, aa: röviden a palóc nyelvjárásban található rövid á [a]; hosszan magyar á [a:]: Mann [man], Schaden ['ʃa:dən], Kaal [ka:l]
- ä, ää: röviden magyar e [ɛ]; hosszan magyar é [e:]: Bäcker ['bɛkəʁ], Bäre ['be:rə], Bäär [be:ʁ]
- e, ee: röviden zárt, kissé é-szerű e [e]; hosszan magyar é [e:]; hangsúlytalan szótagban egy semleges, ö-szerű hang (schwa) [ə]: letzt [let͡st], leren ['le:rən], Eekboom ['e:kbo:m], leven ['le:vən]
- i, ie: röviden magyar i [i]; hosszan magyar í [i:]: Kind [kint], bliven ['bli:vən], Kiel [ki:l]
- o, oo: röviden magyar o [o]; hosszan magyar ó [o:]: Kopp [kop], frogen ['fʁo:gən], Boom [bo:m]
- ö, öö: röviden magyar ö [ø]; hosszan magyar ő [ø:]: döch [døx]; mögen ['mø:gən], Döör [dø:ʁ]
- u, uu: röviden magyar u [u]; hosszan magyar ú [u:]: bunnen ['bunən], Fru [fru:], Uul [u:l]
- ü, üü: röviden magyar ü [y], hosszan magyar ű [y:]: nütt [nyt], Düne ['dy:nə], Füür [fy:ʁ]
- y: magánhangzó előtt magyar j [j], máskor magyar i [i]: Yard [jaʁt], Ybbs [ips]

Az ä, ö, ü betűket nevekben ae, oe, ue helyettesítheti: Schroeder ['ʃrø:dəʁ], Jaeger ['je:gəʁ], Guenter ['gyntəʁ].

### Kettőshangzók
- au: hasonlít az autó au-jára, de több benne az á [au]: Aust [aust]
- ay, ei, ey: rövid áe kapcsolat, hasonlít a száj szó végére [ae]: Cayman ['kaeman], eisch [aeʃ], Ceylon ['t͡saelon]
- eu: nyílt oi kapcsolat [ɔø]: Heu [hɔø]
- oi, oy: zárt oi kapcsolat [oi]: moi [moi], Oybin ['oibin]

Az ay, ey, oy betűkapcsolatok csak idegen nevekben vagy szavakban találhatóak.

### Mássalhangzók
A f, h, j, k, l, m, p, t betűk kiejtése megegyezik a magyarral ([f], [h], [j], [k], [l], [m], [p], [t]). Példák: för [føʁ], hart [haʁt], ji [ji:], Döker ['dø:kəʁ], hollen ['holən], mik [mik], Greep [gʁe:p], harten ['haʁtən].
A többi mássalhangzó kiejtése:
- b: általában magyar b [b], szó végén, zöngétlen mássalhangzó előtt magyar p [p]: Broot [bro:t], Job [jop], Ybbs [ips]
- c: ä, e, i, ö, ü, y előtt magyar c [t͡s], egyébként magyar k [k]: Celle ['t͡selə], Coburg ['ko:buʁx]
- ch: ä, e, i, ö, ü, y előtt mint a j a kapj szóban [ç], egyébként mint az Ahmed h-ja [x]: China ['çi:na], Bach [bax]
- ck: magyar k [k]: Fack [fak]
- d: általában magyar d [d], szó végén, zöngétlen mássalhangzó előtt magyar t [t]: doot [do:t], Dood [do:t]
- g: szó végén ä, e, i, ö, ü, y után mint a j a kapj szóban [ç]; máskor szó végén mint az Ahmed h-ja [x], egyébként magyar g [g]: ossig ['osiç], Burg [buʁx], Gaddern ['gadəʁn]
- n: c, k, q, x előtt mint a leng n-je [ŋ], egyébként magyar n [n]: Bänk [bɛŋk], nee [ne:]
- ng: mint a leng n-je [ŋ]: lang [laŋ]
- qu: magyar k és félhangzós u kapcsolata [kw]: quick [kwik],
- r: szó elején és magánhangzók között magyar r [r], egyébként lágynyelvcsappal képzett réshang (mint a francia r) [ʁ]: Bäre ['bɛ:rə], Brööd [bʁø:t]
- s: magánhangzó előtt szó elején; magánhangzó után szó végén; két magánhangzó között magyar z [z], egyébkény magyar sz [s]: Sünn [zyn], Hüüs [hy:z], lesen ['le:zən], leest [le:st], Steen [ste:n]
- sch: magyar s [ʃ]: Wisch [viʃ]
- ß: magyar sz [s]: Oß [os]
- tsch: magyar cs [t͡ʃ]: Quitsch [kwit͡ʃ]
- tz, z: magyar c [t͡s]: letzt [let͡st], Zippel ['t͡sipəl]
- v: szó elején magyar f [f], máskor magyar v [v]: vör [føʁ], geven ['ge:vən]
- w: magyar v [v]: Wief [vi:f]
- x: mint a magyar x vagy a gz kapcsolat [ks]/[gz]: nix [niks], Examen [eg'za:mən]

A kettős mássalhangzókat nem ejtjük duplán.
A w csak a szó elején állhat, ezzel szemben ß nem állhat szókezdetben.
A ck, tz elválasztása k-k, z-z: Bäk-ker, wiz-zen.

### Hangsúly
A hangsúly a tőszótagon van, az idegen szavak megtarthatják eredeti hangsúlyukat. A mozaikszók hangsúlya mindig az utolsó tagon van.

### Helyesírás
Sohasem választjuk el a következő betűkapcsolatokat: aa, ae, au, ay, ää, ch, ee, ei, eu, ie, oe, oi, oo, öö, sch, tsch, ue, uu, üü.
A főneveket német szokás szerint nagy kezdőbetűvel írjuk.

## Nyelvtan

### Névelők
Határozott névelők hímnemben der, nőnemben die, semlegesnemben das.
Határozatlan névelő az ein.

### Főnév
A főnevek többes száma többféle képzésű lehet:
- -(e)n: Barg – Bargen (hegy); Gadder – Gaddern (rács); tőhangzóváltozással: Spitt – Speten (nyárs); szó végi mássalhangzó változásával: Tiet – Tiden (idő)
- -er: általában tőhangzóváltozással, vagy a szó végi mássalhangzó változásával: Dook – Dööker (kendő), Lief – Liver (élet), Land – Länner (föld)
- -s: Balken – Balkens (gerenda)
- változás nélkül: Aal – Aal (angolna)
- tőhangzóváltozással: Aas – Öös (dög), Foot – Fööt (láb)
- szó végi mássalhangzó változással: Deef – Deev (tolvaj)

Az eseteket már nem különbözteti meg a nyelv, egyedül a birtokos eset -s jele használatos: Navers Soot (a szomszéd kútja).

### Melléknév
A nyelv még megkülönbözteti a nemeket a ragozás során, de itt is az egyszerűsödés felé tart a változás: en lüttjet Kind (egy kis gyerek), de kranke Bost (a beteg kebel).

### Névmások
Személyes névmások:
ik, du, he(i) – se(i) – et; wi, ji, se – Se.

### Ige
Az ige megkülönbözteti az erős és gyenge ragozást.
Erős ragozás osztályai:
- gripen – greep – grepen – grepen (megfog)
- beden – bood – boden – baden (ajánl, utasít)
- binnen – bunn – bunnen – bunnen (köt)
- nemen – neem – nemen – namen (vesz)
- lesen – lees – lesen – leest (olvas)
- fragen – froog – frogen – fraagt (kérdez)

Gyenge igék egy osztályt alkotnak:
- setten – sett (rak, helyez, ültet); wennen – wendt (fordít)

Az óhajtó mód csak második személyben képződik a tőből, más esetekben körülírással fejezik ki (főként a keem (jön) vagy a doon (tesz) igék segítségével): wat se sik inbill'n ded (mit be nem képzelne magának).
A létige (sein/wesen) ragozása:
- Jelen idő: ik bün, du büst, he(i)/se(i)/et is; wi sünd, ji sünd, se sünd (vagyok, vagy, …).
- Múlt idő: ik was/weer, du weerst, he(i)/se(i)/et was/weer; wi weren, ji weren, se weren (voltam, voltál, …).
- Óhajtó mód: wees!/si! – weest!/siet! (légy! – legyetek!; csak ez a két alak létezik!)

Segédigék múlt ideje:
- döög – döch (alkalmas)
- dörf/dröff – dörv/dröff (szabad)
- kann – kunn (tud (képes))
- mag – much (bír)
- mutt – müß (kell)
- schall – schull (kell)
- weet – wüß (tud (megtanult))

## Példaszöveg
All Minschen sünd frie un gliek an Würd un Rechten up de Welt kamen. Se hebbt de Gaav vun Verstand un Geweten un schüllt sick as Bröers in de Mööt kamen.
Minden emberi lény szabadon születik és egyenlő méltósága és joga van. Az emberek, ésszel és lelkiismerettel bírván, egymással szemben testvéri szellemben kell hogy viseltessenek.